# 莱索托议会
莱索托议会（英語：Parliament of Lesotho）是莱索托的国家立法机关。莱索托议会实行两院制，由参议院和国民议会组成。
莱索托议会是莱索托最高立法机构，按照宪法规定为维护国家良政以及依法行政制定法律，监督政府施政等。莱索托国王是国家元首，也是莱索托议会重要组成部分。国王在首相建议下，有权召集、延长或解散议会。经莱索托参众两院通过的法案，必须由国王签署后才能生效成为法律。